# Martinez-Rica-Gebirgseidechse
Die Martinez-Rica-Gebirgseidechse (Iberolacerta martinezricai) ist ein Vertreter der Echten Eidechsen.

## Merkmale
Die Körperlänge ausgewachsenen Männchen beträgt maximal 70 mm, der Schwanz wird etwa doppelt so lang. Weibchen bleiben etwas kleiner, haben einen schmaleren Kopf und sind deutlich schlanker gebaut. Ihre Grundfarbe ist braun bis graubraun in allen möglichen Schattierungen. Das Muster der Männchen besteht aus einem Mosaik dunkler Flecke auf hellerem Grund. Die Flanken sind Grun, der Rücken wie bei den Weibchen braun.

## Ernährung
Insekten, Spinnentiere und andere Gliedertiere

## Lebensweise
Nach einer Winterruhe von Ende September bis Ende April pflanzen sich die Tiere im Hochsommer (Juni/Juli) fort. Die Art ist ovipar, jedoch liegen über Anzahl der Eier und Inkubationszeit keine detaillierten Angaben vor.

## Lebensraum
Die Art bewohnt vegetationsfreie Flächen wie Fels und Geröllhänge in Höhenlagen zwischen 840 und 1730 m.

## Verbreitung

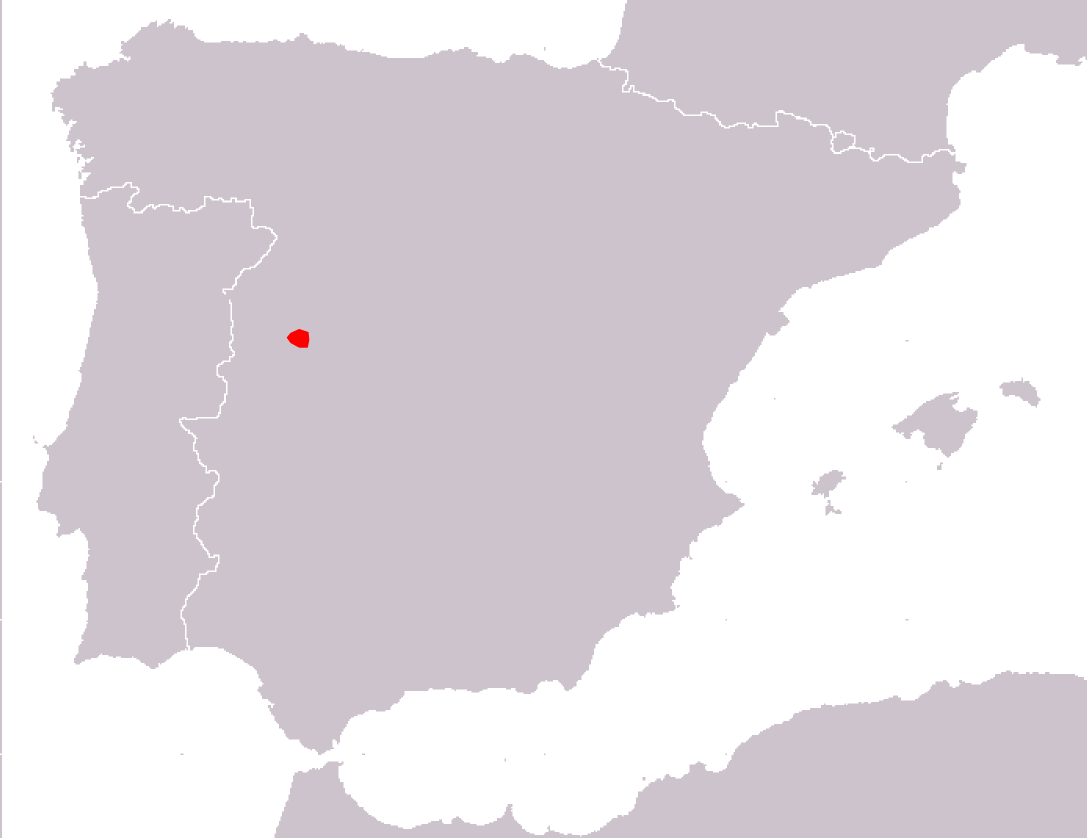
Verbreitungsgebiet

Die Martinez-Rica-Gebirgseidechse ist im westlichen Zentralspanien endemisch. Sie  kommt nur im Gebirgsstock „Sierra de Francia“ in der Provinz Salamanca vor.